# Ovar Bergström
Björn Ovar Albert Bergström, född 7 oktober 1887 i Avesta, död 29 mars 1986 i Nora, var en svensk överingenjör. 
Ovar Bergström var son till brukspatron Albert Bergström och Maria Dahl. Bergström tog civilingenjörsexamen vid Kungliga Tekniska Högskolan 1910 och blev därefter anställd vid dåvarande Nitroglycerinbolaget. Vid sprängämnestillverkningens flytt 1920 från Vinterviken till Gyttorp fick Bergström uppdraget att som överingenjör modernisera den befintliga starkt nedslitna anläggningen och förvandla den till en effektiv sprängämnesfabrik.
Bergström var bror till bland annat uppfinnaren Hilding Bergström och silhuettklipparen Bele Bergström samt far till psykologen Inga Sylvander. Bergström förvärvade herrgården Stadra utanför Nora som fortfarande ägs av Bergströms ättlingar.
Bergström blev 1941 riddare av Kungl. Vasaorden.